# Реннерт, Мартин
Мартин Реннерт (род. 2 июля 1954, Нью-Йорк, Нью-Йорк) — музыкант, профессор, с 2006 года президент Берлинского университета искусств.

## Биография
Мартин Реннерт родился в Нью-Йорке в 1954 году, третьим из шести сыновей в высокообразованной еврейской семье беженцев. По воспоминаниям Мартина, когда ему было 10 лет, родители решили вернуться в Европу. Шеф Каритаса помог семье найти  в Вене полуторакомнатную квартиру на заднем дворе (нем. Hinerhof). Чтобы обучаться в венской гимназии, мальчику необходимо было выучить немецкий язык. С детства он мечтал о том, что музыка будет сопровождать его всю жизнь. Всемирно известный  испанский гитарист и композитор Андрес Сеговия был для Реннерта путеводным примером. C 1967 года он непрерывно совершенствовал игру на шестиструнной гитаре, обучаясь  в Вене, Граце и Гранаде. А с 1972 года начал выступать  с сольными концертными программами в разных странах мира, записывая выступления на компакт-диски, создавая музыкальные радио- и телепередачи на общественных каналах — «Вещание Берлин-Бранденбург», немецко-французский телеканал «Arte», австрийская телерадиокомпания «ORF». 
В Амстердаме Мартин Реннерт участвовал в создании Ассоциации европейских художественных университетов и других культурных учреждений (1990 год), а с 1994 по 1996 год был президентом Европейской лиги институтов искусств.
Работать в Берлинском университете искусств Мартин Реннерт начал уже в 29 лет. Сначала он был профессором кафедры классической гитары, затем деканом факультета музыки. В 2003 году его избрали первым вице-президентом университета, а в 2006 — президентом. По собственному признанию, отказ от концертной деятельности в разных странах мира  для него — большая жертва (нем. Ein großes Opfer) в пользу руководства столичным университетом искусств.
Во множестве публичных выступлений на радио,  телевидении и в прессе Мартин Реннерт формулирует понимание места искусства, образования, науки и политики в меняющейся жизни, что важно для трансформации университетских задач в UdK Berlin   
:

Оригинальный текст (нем.)Kultur ist der Odem, von dem wir leben.
«Культура — это дыхание, с которым мы живем»

Президент подчёркивает особую ценность некоммерческой программы межуниверситетского обмена студентами и преподавателями Эразмус, в которую при поддержке общественной организации DAAD активно включён UdK Berlin.
Мартин Реннерт проживает в берлинском районе Вильмерсдорф, имеет 
трёх дочерей.

## Видеозаписи
- Мартин Реннерт приветствует победителей университетского конкурса имени Феликса Мендельсона Бартольди:

•  20 января 2019 в берлинском Концертхаусе (нем.).
•  17 января 2016 в концертном зале UdK Berlin (нем.).
- Мартин Реннерт произносит речь на открытии восстановленной мемориальной скульптуры Харро Якоба[нем.], посвященной преследовавшимся и погибшим (с 1933 по 1945 год) педагогам и студентам вуза[12][13]:

•  8 декабря 2016 в университетском «Саду руин» (нем. Ruinengarten der UdK) (нем.).
- Мартин Реннерт и дирижёр Стивен Слоан[нем.]. Интервью перед концертом, посвящённом памяти о трагических событиях 9—10 ноября 1938 года:

• 9 ноября 2018 в концертном зале UdK Berlin (нем.).

## Публикации в СМИ
- Wissen durch Begegnung, in: Der Tagesspiegel, 20. Juli 2017
- Es gilt, Europa zu verteidigen, in: Der Tagesspiegel, 20. Juli 2016
- Vielfalt der Aufgaben. Künste sind mächtig, in: der Tagesspiegel, 17. Juli 2015
- Erkenntnis. Am Anfang steht die Sprache, der Tagesspiegel, 17. Juli 2014
- Verteidigerin der Freiheit der Kunst: die Universität der Künste Berlin, in: Themenbroschüre der Berliner Wirtschaftsgespräche e.V. „Das neue Berlin – 25 Jahre nach dem Fall der Mauer“, 2014
- In der Kunst entsteht Erkenntnis. Einfachheit ist kein Wert, in: Der Tagesspiegel, 10. Juli 2013
- Wir diskutieren das falsche Tortenstück, in: Der Tagesspiegel, 17. Juli 2012
- Kulturelle Außenpolitik: Erkenntnisse in Echtzeit, in: Stachlige Argumente 4/2010, Nr. 180